# Santa Luzia (Mealhada)
Santa Luzia é uma aldeia da freguesia de Barcouço, Município da Mealhada. Fica à beira da EN1 e o seu território espalha-se pelas freguesias de Barcouço (maioritariamente) e Casal Comba no Distrito de Aveiro e Souselas, no Distrito de Coimbra.
É conhecida pela sua feira que se realiza a 5 e 19 de cada mês.